# Vlašićki sir
Vlašićki sir vrsta je ovčjeg bijelog sira u salamuri ili surutki. Spravljali su ga kroz povijest stočari nomadi, za koje se govori da su izvorno bili Vlasi s istoka. Otuda je i prema predaji došlo ime za planinu Vlašić. Ovu tradiciju su kasnije preuzeli stočari s okolnih planina, pa se danas vlašićki sir proizvodi širom BiH i šire regije.
Proizvodi se samo na Vlašiću.
Sir se izvorno proizvodi od nepasteriziranog, svježeg ovčjeg mlijeka, odmah poslije mužnje. Ne kuha se prije nego što ne počne sirenje. 
Radi se uglavnom na planini u sirarskim kolibama (katunima) i obično se na planini čuva 2 – 3 mjeseca da zrije. Mještani sela s Vlašića donosili su ga uglavnom u Travnik i tu ga prodavali, te ga zbog toga zovu još i travnički sir, što je pogrešno jer je travnički samo kravlji sir. Tradicijski način proizvodnje vlašićkog sira gotovo je nemoguće standardizirati, jer domaćice koje rade sir nemaju isti pristup kod proizvodnje sira. Standardizacija bi bila moguća u sakupljanju mlijeka na jednom mjestu i proizvodnju sira na jednom mjestu.